# Andrej Minakov
Andrej Dmitrijevitsj Minakov (Russisch: Андрей Дмитриевич Минаков) (17 maart 2002) is een Russische zwemmer.

## Carrière
Bij zijn internationale debuut, op de wereldkampioenschappen zwemmen 2019 in Gwangju, veroverde Minakov de zilveren medaille op de 100 meter vlinderslag. Op de 4×100 meter wisselslag sleepte hij samen met Jevgeni Rylov, Kirill Prigoda en Vladimir Morozov de bronzen medaille in de wacht. Samen met Jevgeni Rylov, Kliment Kolesnikov en Vladislav Grinev zwom hij in de series van de 4×100 meter vrije slag, in de finale legden Rylov, Kolesnikov en Grinev samen met Vladimir Morozov beslag op de zilveren medaille. Voor zijn aandeel in de werd Minakov beloond met de zilveren medaille. Op de 4×100 meter wisselslag gemengd zwom hij samen met Darja Vaskina, Kirill Prigoda en Maria Kameneva in de series, in de finale eindigden Prigoda en Kameneva samen met Jevgeni Rylov en Svetlana Tsjimrova op de vierde plaats.

## Internationale toernooien
| Jaar | Olympische Spelen | WK langebaan | WK kortebaan | EK langebaan | EK kortebaan |
| ---- | ----------------- | --- | ------------ | ------------ | ------------ |
| 2019 |                   | 100m vlinderslag · 4×100m vrije slag · Minakov zwom enkel de series · 4×100m wisselslag · 4e 4×100m wisselslag gemengd · Minakov zwom enkel de series |              |              | 4-8 december |

## Persoonlijke records
Bijgewerkt tot en met 27 juli 2019
Kortebaan
| Afstand          | Tijd  | Datum            | Plaats          |
| ---------------- | ----- | ---------------- | --------------- |
| 100m vrije slag  | 49,03 | 21 november 2017 | Kazan           |
| 50m vlinderslag  | 22,98 | 21 december 2018 | Sint-Petersburg |
| 100m vlinderslag | 50,13 | 22 december 2018 | Sint-Petersburg |

Langebaan
| Afstand          | Tijd  | Datum           | Plaats       |
| ---------------- | ----- | --------------- | ------------ |
| 100m vrije slag  | 48,50 | 10 april 2019   | Moskou       |
| 50m vlinderslag  | 23,47 | 10 oktober 2018 | Buenos Aires |
| 100m vlinderslag | 50,83 | 27 juli 2019    | Gwangju      |